# Grenke
grenke er et tysk producentuafhængigt leasingselskab, der tilbyder leasing inden for alle typer produkter og alle typer brancher. Ved opkøb af den tyske privatbank Hesse Newman i 2009 fik virksomheden erhvervet sig en banklicens. grenke opererer i Danmark under navnet Grenkeleasing ApS, men virksomhedens største og mest betydningsfulde markeder er Tyskland, Frankrig og Italien.

## Historie
Virksomheden blev grundlagt af Wolfgang Grenke i 1978. Siden 2000'er har grenke haft fokus på at ekspandere til andre internationale markeder. I begyndelsen af 2009 erhvervede virksomheden en banklicens gennem køb af den tidligere private bank Hesse Newman, som derefter blev omdøbt til GRENKE Bank.
I slutningen af februar 2018 trådte virksomhedens grundlægger, Wolfgang Grenke, ud af direktionen efter hans mandatperiode udløb. Grenkes stedfortræder, Antje Leminsky, tiltrådte som administrerende direktør den 1. marts samme år. Wolfgang Grenke blev valgt til bestyrelsen på selskabets ordinære generalforsamling den 3. maj 2018.
Siden 1. august 2021 har den tidligere kapitalmarkedsdirektør for Bayern LB, Michael Bücker, været administrerende direktør for GRENKE. Siden 16. februar 2023 har den tidligere økonomidirektør Dr. Sebastian Hirsch været CEO for Grenke AG. 